# Ellis Island
För andra betydelser, se Ellis Island (olika betydelser).

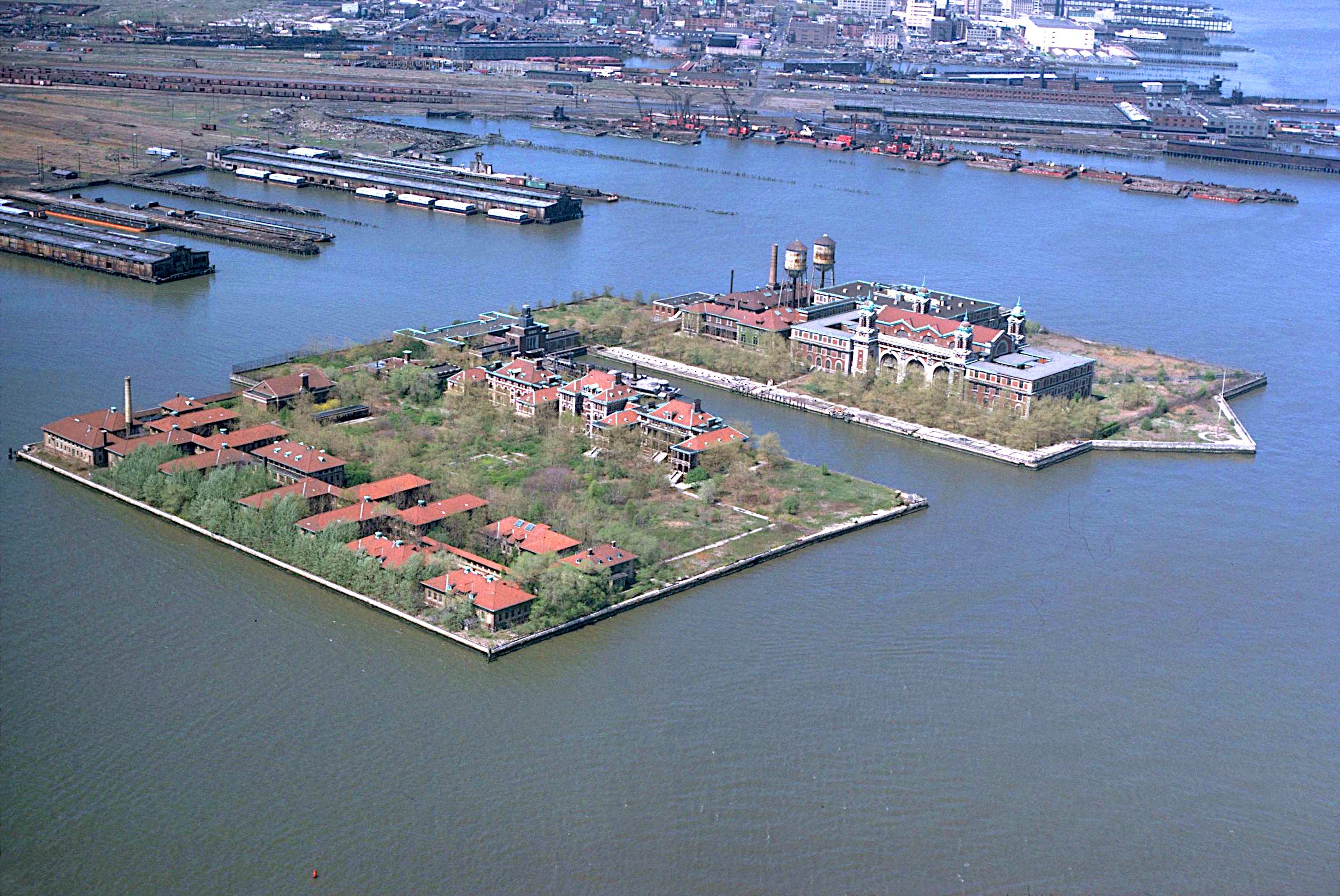
Ellis Island

Ellis Island är en ö i Port of New York and New Jersey vid mynningen av Hudsonfloden. Under slutet av 1800-talet och första hälften av 1900-talet var hamnen på ön ankomstplatsen för många av de immigranter som kom till USA. 

## Bakgrund
Ön fick sitt namn efter en Samuel Ellis, som var ägare till ön på 1770-talet. Den kom dock i statlig ägo i början av 1800-talet.
Hamnen och anläggningen som ankomstplats för immigranter öppnades 1 januari 1892 och stängde 29 november 1954. 
Många av dessa immigranter bosatte sig under sina första år i New York och norra New Jersey. Under åren passerade 12 miljoner immigranter hamnen, men 2 % fick inte komma in i USA och skickades hem. Individer med kroniska sjukdomar eller som uppvisade tecken på dödliga sjukdomar, nekades inträde och fick vända åter.
Ellis Island blev känt som en plats där många människor bytte sina namn. Bland de som kom och varken kunde läsa eller skriva uppstod ibland problem när handläggaren inte kunde stava till deras namn. Många av dessa gjorde då sina namn kortare och enklare, "Helena Polonowycz" kan till exempel blivit "Ellen Pollock". 
Idag finns ett museum på Ellis Island som går att nå med en färja från Liberty State Park i Jersey City eller Manhattans sydspets. Ellis Island administreras av National Park Service som federalt område och ligger i båda delstaterna New Jersey och New York.